# Бургас – Девня (етиленопровід)
Бургас – Девня (етиленопровід) – трубопровід для транспортування етилену на чорноморському узбережжі Болгарії.
З початку 1960-х років у Бургасі діяло піролізне виробництво, яке продукувало олефіни. Вони споживались на місці, крім того, етилен подавали в район розташованого північніше іншого чорноморського порту Варна за допомогою трубопроводу довжиною 120 км та діаметром 500 мм.
У Девні зазначений олефін використовували для продукування вінілхлориду. В 1980-му тут стала до ладу друга, значно потужніша лінія з випуску цього продукту, проте за шість років вона була втрачена внаслідок потужного вибуху (на щастя, обійшлось без загиблих, хоча 22 особи отримали поранення). Наступні кілька років на майданчику вели відновлювальні роботи та монтаж замовленого у Японії обладнання, котре повинне було випускати 120 тисяч тонн вінілхлориду на рік. Втім, у 1991-му при готовності проекту на рівні 70% внаслідок браку фінансування його заморозили. У 2010-му власник майданчику компанія Полімери збанкрутувала і припинила виробничу діяльність (на той момент вона могла продукувати необхідний для вінілхлориду напівфабрикат – дихлорид етилену). В 2017-му земельну ділянку з розташованими на ній будівлями та обладнанням викупила компанія Hus, котра спеціалізується у галузі металообробки.